# کلات (عسلویه)
کلات، روستایی در دهستان اخند بخش مرکزی شهرستان عسلویه در استان بوشهر ایران است.

## جمعیت
بر پایه سرشماری عمومی نفوس و مسکن در سال ۱۳۹۵، جمعیت این روستا برابر با ۷۲۹ نفر (۲۳۳ خانوار) بوده‌است.